# Buchelay
Buchelay település Franciaországban, Yvelines megyében. Lakosainak száma 3364 fő (2022. január 1.). Buchelay Fontenay-Mauvoisin, Jouy-Mauvoisin, Magnanville, Mantes-la-Jolie, Mantes-la-Ville és Rosny-sur-Seine községekkel határos.

## Népesség
A település népességének változása:
| Lakosok száma | 2811 | 3049 | 3187 | 3133 | 3111 | 3306 | 3315 | 3340 | 3364 |
|               | 2013 | 2015 | 2016 | 2017 | 2018 | 2019 | 2020 | 2021 | 2022 |